# Comuna Ialînți, Kremenciuk
Ialînți (în ucraineană Ялинці) este o comună în raionul Kremenciuk, regiunea Poltava, Ucraina, formată din satele Ialînți (reședința), Kindrivka, Mîhailenkî, Puhalșciîna, Samusivka și Voskobiinîkî.

## Demografie
Componența lingvistică a comunei Ialînți
     Ucraineană (94,54%)
     Rusă (4,4%)
     Alte limbi (0,98%)
Conform recensământului din 2001, majoritatea populației comunei Ialînți era vorbitoare de ucraineană (94,54%), existând în minoritate și vorbitori de rusă (4,4%).